# Hulk and the Agents of S.M.A.S.H.
Hulk and the Agents of S.M.A.S.H. (Hulk e os Agentes de S.M.A.S.H., no Brasil e em Portugal) é uma série de desenhos animados americana baseado no personagem de super-heróis da Marvel Comics. A série esteve programada para ir ao ar no Marvel Universe do Disney XD a partir de 07 de Julho de 2013. Estreou em 11 de agosto de 2013. Fica ao lado de Os Vingadores Unidos e Ultimate Homem-Aranha, como parte do bloco Marvel Universe do Disney XD. Paul Dini compõe a equipe criativa da série.

## Produção
Hulk and the Agents of S.M.A.S.H. foi revelado em 2011 na edição anual do New York Comic Con. Paul Dini, escritor-chefe de Ultimate Spider-Man, foi confirmado para desenvolver a série.

## Enredo
As aventuras giram em torno das ações de equipe de super-heróis formada por Hulk (Bruce Banner), Hulk Vermelho (Thunderbolt Ross), Mulher-Hulk (Jennifer Walters), Skaar e Bomba-A (Rick Jones). Todos os heróis são agentes da S.M.A.S.H. (acrônimo em inglês para "Supreme Military Agency of Super Humans"). Uma característica das aventuras é que são gravadas para um reallity show apresentado por Rick Jones, que procura mostrar que o Hulk não é um monstro. A base dos Agentes da SMASH fica em Vista Verde (região do deserto onde o Hulk apareceu pela primeira vez).

## Elenco

### Dubladores principais
- Fred Tatasciore – Hulk,[4] Thunderball,[5] Volstagg,[6] Karnak [7] Hiroim[8]
- Clancy Brown – Red Hulk/Thunderbolt Ross,[4] Hogun,[6] Uatu, o Vigia [9] Raio Negro dos Inumanos [7] Baby Goom[10]
- Benjamin Diskin – Skaar,[4] Bulldozer [5] Fandral,[6] Baby Goom,[10] Miek,[8] Druffs [11]
- Eliza Dushku – Mulher Hulk,[12] Baby Goom[10]
- Seth Green – A-Bomb/Rick Jones [4] Rocket Raccoon[13]

### Vozes adicionais
- Jonathan Adams – Homem Absorvente,[5] Korg[8]
- Dee Bradley Baker – Wendigo,[14] Rei Wendigo,[14] Goom[10]
- Troy Baker – Loki[6]
- Drake Bell – Homem-Aranha[15]
- Jeff Bennett – Colecionador[15]
- Steven Blum – Devil Dinosaur,[16] Sauron,[16] Wolverine,[14] Wrecker[17]
- Dave Boat – Coisa[15]
- Chris Bosh – Heimdall[18]
- Corey Burton – Alto Evolucionário[19]
- Jack Coleman – Doutor Estranho[20]
- Chris Cox – Star-Lord[13]
- Terry Crews – Blade[21]
- Grey DeLisle-Griffin – Moloide, Shaman[22]
- John DiMaggio – Galactus,[23][24]  Senhor do Fogo[25] Null [26] Obnoxio, o palhaço[26]
- Robin Atkin Downes – Aniquilador,[27] Abominável,[28] Senhor Fantástico[29]
- Mary Faber – Crystal,[30] Medusa[30]
- Oded Fehr – N'Kantu, a Múmia Viva[21]
- Nika Futterman – Gamora,[13] Lilandra Neramani[13]
- Clare Grant – Titânia[5]
- Kevin Grevioux – Super-Skrull[31]
- Laura Harris – Elloe Kaifi[8]
- Mark Hildreth – Deathlok[31]
- J.P. Karliak – Doc Samson[5]
- Tom Kenny – Doutor Octopus,[32] Homem Impossível[33]
- Maurice LaMarche – Doutor Destino[34]
- Phil LaMarr – Dormammu[35]
- David Harvard Lawrence – Toupeira[22][24]
- Stan Lee – Stan, o vendedor [27] Prefeito Stan[22]
- James C. Mathis III – Terrax,[23] Malekith, o Amaldiçoado,[6] Ronan, o Acusador[36]
- Chi McBride – Nick Fury[37]
- Nolan North – Gorgon,[7] Maximus,[7] Lobisomem[21]
- Liam O'Brien – Arkon[38]
- Adrian Pasdar – Homem de Ferro[39]
- Enn Reitel – Laufey[40]
- Kevin Michael Richardson – Ego, o Planeta Vivo,[41] Groot,[13] Frankenstein[21]
- J.K. Simmons – J. Jonah Jameson[27]
- Roger Craig Smith – Capitão América[42]
- David Sobolov – Drax o Destruidor[13]
- Brent Spiner – Surfista Prateado[26]
- James Arnold Taylor – Líder,[43] Blastaar,[39] Triton,[30] Tocha Humana[29]
- Kari Wahlgren – Mulher Invisível[29]
- Travis Willingham – Thor[40]